# История железнодорожного транспорта Франции

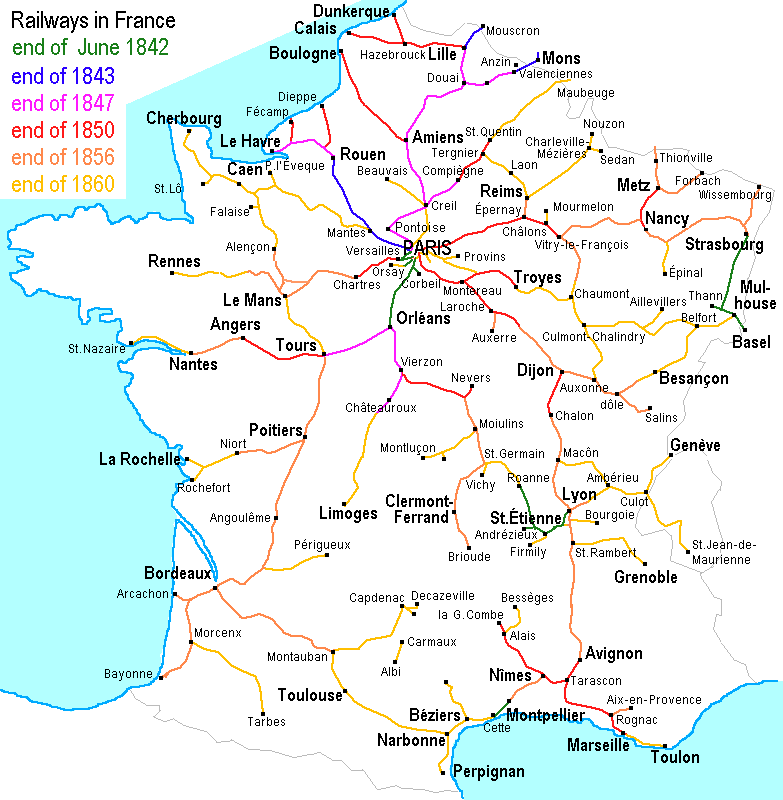
Схема железнодорожной сети Франции на 1860

Схема железнодорожной сети Франции на 1856 год

История железнодорожного транспорта Франции начинается с 1827 года, когда там была построена первая конная железная дорога – линия между городами Сент-Этьен и Андрезье (фр. Ligne de Saint-Étienne - Andrézieux).
В 1832 году была открыта линия протяжённостью 58 километров между городами Лион и Сент-Этьен. Но здесь гужевая тяга применялась вплоть до 1844 года, до замены её паровозами.
Железнодорожная линия Париж — Сен-Жермен-ан-Ле (фр. Ligne Paris - Saint-Germain-en-Laye) была открыта в 1837 году. Поезда этой линии приходили на железнодорожный вокзал Сен-Лазар.